# Alue Blang
Alue Blang is een bestuurslaag in het regentschap Aceh Barat van de provincie Atjeh, Indonesië. Alue Blang telt 148 inwoners (volkstelling 2010).